# 롤러코스터 (영화)
《롤러코스터》는 2013년에 개봉한 대한민국의 코미디 영화이다.

## 캐스팅
- 정경호 (마준규 역)
- 한성천 (기장 한기범 역)
- 김재화 (승무원 김활란 역)
- 최규환 (김현기 기자 역)
- 김기천 (허승복 회장 역)
- 김병옥 (스님 역)
- 강신철 (강신추 사무장 역)
- 고성희 (승무원 미나모토 역)
- 손화령 (여비서 역)
- 고규필 (마준규 매니저 역)

## 수상
- 2014년 제34회 황금촬영상 신인남우상 (정경호